# تكية بيغلربيغي
تكية بيغلربيغي (بالفارسية: تکیه بیگلربیگی) هي تكية شيعية تاريخية تعود إلى القاجاريين، وتقع في كرمانشاه.